# 井上美琴
井上 美琴（いのうえ みこと、1984年5月5日 - ）は、日本のモデル、女優。兵庫県出身。身長168cm。血液型はA型。
かつての所属事務所は株式会社スタッフ・アップ プロモーション。のち、バニラ　モデルマネージメント。
特技は英語・韓国語・油絵・料理・習字(8段)・ピアノ・水泳。

## 略歴
- 2001年、同年度のユニチカマスコットガールに選出される。さらに同年、写真集『Harmonics』を発売。当時はまだ、地元の高校に通っていた。
- 2005年に入り、テレビドラマ、映画、テレビCM等に立て続けに出演。同年、ソフトバンク・インベストメントのイメージガールに選出される。これをきっかけに、語学の勉強に打ち込む。特に、韓国での芸能界デビューを目指して韓国語を勉強。同年秋以降、韓国での長期滞在生活も始めた。
- 映画、ドラマ、モデル等さまざまな分野で活躍中。韓国語を生かし韓国人の役で演技もしている。韓国でもCM等出演。
- 2012年以降は「旅サラダ」出演などもあり日本に戻る。2013年5月に事務所を卒業したことをブログで公表[3]。同年9月にオフィシャルブログを閉鎖。
- 2016年7月15日、自身のFacebookで結婚を公表[4]。

## 人物
自分でも「自分は都会的なイメージ」と自負しているが、それだけに「口を開けると素の関西人」とも言っており、ギャップを武器にしている部分もある。

## 主な出演

### テレビドラマ
- 横山やすしフルスロットル 〜阿波鳴門純愛物語〜（2005年、関西テレビ放送） - 徳田さとみ 役
- 特命!刑事どん亀（2006年）　-　鹿内美沙
- 仮面ライダーキバ（2008年、テレビ朝日） - 秘書役（1話）
- ドラマ8「Q.E.D. 証明終了」（2009年2月5日、NHK） - 新人女優・星月美羽 役
- 内部調査官・水平直の報告書（2011年1月17日、TBS） - 青山静子 役
- 沖縄リゾート コンシェルジュ具志堅陽子の名推理（2012年7月25日、テレビ東京） - 島袋麻奈 役
- 緑川警部 VS 33分の勇気（2012年12月17日、TBS） - 村上絵里加 役
- 強行犯係・魚住久江〜ドルチェ2（2013年11月15日、フジテレビ） - 阿川佑子 役

### その他のテレビ
- 朝だ!生です旅サラダ（2012年4月-2013年3月、ABC）

### 映画
- ビートキッズ（2005年、松竹）
- 刺青 背負う女（2009年、アートポート） - 主演・佐倉真由美 役
- 阿修羅への道（2012年、メディア・ワークス／アスプロスドラーゴ）

### オリジナルビデオ
- 呀〈KIBA〉 〜暗黒騎士鎧伝〜（2011年） - バラゴの母 役

### テレビCM
- ロート製薬 肌研（ハダラボ）
  - 白潤（しろじゅん）化粧水 アルブチン配合（2005年-）
  - 極潤（ごくじゅん）ヒアルロン液（2005年-）

### その他
- 2001年度ユニチカマスコットガール[6]
- ソフトバンク・インベストメント イメージガール（2005年-）

## 写真集
- Harmonics（2001年、コンパス）